# Rajd Niemiec 1997
Rajd Niemiec 1997 (16. ADAC Rallye Deutschland) – 16 edycja rajdu samochodowego Rajd Niemiec rozgrywanego w Niemczech. Rozgrywany był od 3 lipca do 5 lipca 1997 roku. Była to dwudziesta siódma runda Rajdowych Mistrzostw Europy w roku 1997 (rajd miał najwyższy współczynnik - 20), czwarta runda Rajdowych Mistrzostw Niemiec i czwarta runda Rajdowych Mistrzostw Holandii.

## Klasyfikacja rajdu
| Miejsce                                          | Kierowca                                         | Pilot                                            | Samochód                                         | Czas                                             | Strata                                           |                                                  |
| Klasyfikacja generalna, ERC i mistrzostw Niemiec | Klasyfikacja generalna, ERC i mistrzostw Niemiec | Klasyfikacja generalna, ERC i mistrzostw Niemiec | Klasyfikacja generalna, ERC i mistrzostw Niemiec | Klasyfikacja generalna, ERC i mistrzostw Niemiec | Klasyfikacja generalna, ERC i mistrzostw Niemiec | Klasyfikacja generalna, ERC i mistrzostw Niemiec |
| ------------------------------------------------ | ------------------------------------------------ | ------------------------------------------------ | ------------------------------------------------ | ------------------------------------------------ | ------------------------------------------------ | ------------------------------------------------ |
| 1.                                               | Dieter Depping                                   | Dieter Hawranke                                  | Ford Escort RS Cosworth                          | 2:26:19                                          | 0.0                                              |                                                  |
| 2.                                               | Matthias Kahle                                   | Dieter Schneppenheim                             | Toyota Celica GT-Four (ST205)                    | 2:26:46                                          | +27                                              |                                                  |
| 3.                                               | Krzysztof Hołowczyc                              | Maciej Wisławski                                 | Subaru Impreza 555                               | 2:27:42                                          | +1:23                                            |                                                  |
| 4.                                               | Gianmarino Zenere                                | Sauro Farnocchia                                 | Subaru Impreza 555                               | 2:31:17                                          | +4:58                                            |                                                  |
| 5.                                               | Isolde Holderied                                 | Catherine François                               | Toyota Celica GT-Four (ST205)                    | 2:31:39                                          | +5:20                                            |                                                  |
| 6.                                               | Hans Stacey                                      | Mark van den Brand                               | Subaru Impreza 555                               | 2:32:16                                          | +5:57                                            |                                                  |
| 7.                                               | Sergey Baldykov                                  | Anton Zinovyev                                   | Ford Escort RS Cosworth                          | 2:36:57                                          | +10:38                                           |                                                  |
| 8.                                               | Nikolai Burkart                                  | Regine Rausch                                    | Renault Mégane Maxi                              | 2:38:33                                          | +12:14                                           |                                                  |
| 9.                                               | Hermann Gassner sen.                             | Siegfried Schrankl                               | Proton Wira Evo III                              | 2:38:55                                          | +12:36                                           |                                                  |
| 10.                                              | Nikolaus Schelle                                 | Gerhard Weiss                                    | Mitsubishi Lancer Evo III                        | 2:39:32                                          | +13:13                                           |                                                  |
| Klasyfikacja mistrzostw Holandii                 |                                                  |                                                  |                                                  |                                                  |                                                  |                                                  |
| 1.                                               | Dieter Depping                                   | Dieter Hawranke                                  | Ford Escort RS Cosworth                          | 2:26:19                                          | 0.0                                              |                                                  |
| 2.                                               | Hans Stacey                                      | Mark van den Brand                               | Subaru Impreza 555                               | 2:32:16                                          | +5:57                                            |                                                  |